# Adobador
Un adobador, curandero, remeier o saludador és un guaridor tradicional que fa servir elements naturals per a guarir mitjans tant físics com espirituals. Per això, la seva posició antropològica pot incorporar també els rols tradicionals de l'home que guareix i del xaman.
Les seves funcions són proveir guariment a malalties mentals, emocionals, físiques i espirituals mitjançant tractaments herbolaris i massatges; i la purificació de l'esperit i la sanació de mals màgics amb l'ajuda d'esperits o deïtats.
Existeixen adobadors especialitzats en una tècnica o disciplina com ara els qui fan servir herbes, oracions, ossos, ajuden en el part, etc.
Malgrat que cada cultura arreu del món pot presentar especialitats pel que fa al rol d'adobant o, més primitivament parlant, de xaman, aquest paper l'han dut a terme tant homes com dones.